# Centella cochlearia
Centella cochlearia là một loài thực vật có hoa trong họ Hoa tán. Loài này được (Domin) Adamson mô tả khoa học đầu tiên năm 1951.